# Seramiksan Spor Kulübü 2016-2017
Questa voce raccoglie le informazioni riguardanti il Seramiksan Spor Kulübü nelle competizioni ufficiali della stagione 2016-2017.

## Organigramma societario
Area direttiva
- Presidente: Bülent Erkul

Area tecnica
- Allenatore: Angelo Vercesi
- Allenatore in seconda: Gökhan Bahar, Aydın Bilgiç
- Scoutman: Recep Vatansever

## Rosa
| N° | Nome                | Ruolo | Data di nascita  | Nazionalità sportiva |
| -- | ------------------- | ----- | ---------------- | -------------------- |
| 1  | Sıla Çalışkan       | P     | 16 dicembre 1996 | Turchia              |
| 2  | Ceyda Demirhan      | C     | 17 gennaio 1992  | Turchia              |
| 3  | Yamila Nizetich     | S     | 27 gennaio 1989  | Argentina            |
| 5  | Desislava Nikolova  | S     | 21 dicembre 1991 | Bulgaria             |
| 6  | Gamze Türk          | O     | 3 febbraio 1990  | Turchia              |
| 8  | Gamze Ergin         | C     | 29 agosto 1987   | Turchia              |
| 9  | Çağla Cinan         | C     | 2 agosto 1999    | Turchia              |
| 10 | Elif Kavrar         | L     | 11 giugno 1992   | Turchia              |
| 11 | Jessica Jones       | C     | 15 novembre 1986 | Stati Uniti          |
| 13 | Meryem Boz          | O     | 3 febbraio 1988  | Turchia              |
| 14 | Nataša Krsmanović   | C     | 19 giugno 1985   | Serbia               |
| 16 | Sedef Sazlıdere     | L     | 7 luglio 1992    | Turchia              |
| 17 | Cansu Aydınoğulları | P     | 18 febbraio 1992 | Turchia              |
| 18 | Selime İlyasoğlu    | S     | 18 novembre 1988 | Turchia              |

## Statistiche

### Statistiche di squadra
| Competizione     | Punti | In casa | In casa | In casa | In trasferta | In trasferta | In trasferta | Totale | Totale | Totale |
| Competizione     | Punti | G       | V       | P       | G            | V            | P            | G      | V      | P      |
| ---------------- | ----- | ------- | ------- | ------- | ------------ | ------------ | ------------ | ------ | ------ | ------ |
| Sultanlar Ligi   | 19,87 | 11      | 4       | 7       | 11           | 3            | 8            | 28     | 10     | 18     |
| Coppa di Turchia | -     | 1       | 1       | 0       | 1            | 0            | 1            | 2      | 1      | 1      |
| Totale           | -     | 12      | 5       | 7       | 12           | 3            | 9            | 30     | 11     | 19     |

G = partite giocate; V = partite vinte; P = partite perse

### Statistiche dei giocatori
| Giocatore        | Sultanlar Ligi | Sultanlar Ligi | Sultanlar Ligi | Sultanlar Ligi | Sultanlar Ligi | Coppa di Turchia | Coppa di Turchia | Coppa di Turchia | Coppa di Turchia | Coppa di Turchia | Totale | Totale | Totale | Totale | Totale |
| Giocatore        | P              | PT             | AV             | MV             | BV             | P                | PT               | AV               | MV               | BV               | P      | PT     | AV     | MV     | BV     |
| ---------------- | -------------- | -------------- | -------------- | -------------- | -------------- | ---------------- | ---------------- | ---------------- | ---------------- | ---------------- | ------ | ------ | ------ | ------ | ------ |
| C. Aydınoğulları | 28             | 77             | 26             | 24             | 27             | 2                | 15               | 3                | 5                | 7                | 30     | 92     | 29     | 29     | 34     |
| M. Boz           | 26             | 465            | 402            | 35             | 25             | 2                | 53               | 49               | 2                | 2                | 28     | 518    | 451    | 37     | 27     |
| S. Çalışkan      | 25             | 34             | 13             | 12             | 9              | 2                | 1                | 1                | 0                | 0                | 27     | 35     | 14     | 12     | 9      |
| Ç. Cinan         | 2              | 2              | 1              | 0              | 1              | 0                | 0                | 0                | 0                | 0                | 2      | 2      | 1      | 0      | 1      |
| C. Demirhan      | 23             | 116            | 54             | 35             | 27             | 2                | 12               | 4                | 7                | 1                | 25     | 128    | 58     | 42     | 28     |
| G. Ergin         | 13             | 25             | 20             | 4              | 1              | 2                | 0                | 0                | 0                | 0                | 15     | 25     | 20     | 4      | 1      |
| S. İlyasoğlu     | 27             | 184            | 128            | 31             | 25             | 2                | 5                | 4                | 0                | 1                | 29     | 189    | 132    | 31     | 26     |
| J. Jones         | 18             | 194            | 107            | 78             | 9              | 2                | 24               | 19               | 5                | 0                | 20     | 218    | 126    | 83     | 9      |
| E. Kavrar        | 20             | 0              | 0              | 0              | 0              | 2                | 0                | 0                | 0                | 0                | 22     | 0      | 0      | 0      | 0      |
| N. Krsmanović    | 14             | 132            | 99             | 27             | 6              | -                | -                | -                | -                | -                | 14     | 132    | 99     | 27     | 6      |
| D. Nikolova      | 27             | 114            | 95             | 6              | 13             | 2                | 13               | 11               | 0                | 2                | 29     | 127    | 106    | 6      | 15     |
| Y. Nizetich      | 27             | 266            | 208            | 17             | 41             | 2                | 15               | 12               | 1                | 2                | 29     | 281    | 220    | 18     | 43     |
| S. Sazlıdere     | 28             | 0              | 0              | 0              | 0              | 2                | 0                | 0                | 0                | 0                | 30     | 0      | 0      | 0      | 0      |
| G. Türk          | 22             | 83             | 66             | 12             | 5              | -                | -                | -                | -                | -                | 22     | 83     | 66     | 12     | 5      |

P = presenze; PT = punti totali; AV = attacchi vincenti; MV = muri vincenti; BV = battute vincenti